# Нафтна геологија
Нафтна геологија је наука порекла, појаве, кретања, акумулације и истраживања угљоводоничних горива. Односи се на специфичне геолошке дисциплине које се примењују при тражењу угљоводоника (нафтна истраживања).

## Седиментне Анализа слива
Петролеумска геологија се углавном бави вредновањем седам кључних елемената у седиментним басенима:
{{columns-list|3|
- извор
- резервоар
- печат
- замка
- тајминг
- сазревање
- миграција

Уопштено,ови елементи морају бити оцењен преко ограничен "прозора" у подземне свет, обезбеђује један (може бити и више) истражних бушотина. Ови бунари представљају само 1-димензионални сегмент кроз Земљу и вештину закључујете 3-димензионалне карактеристике од њих је један од најосновнији у петролеум геологији. Недавно је доступност јефтиних, квалитетних 3Д сеизмичких података (као одраз сеизмологију) и података из различитих електромагнетних техникама геофизичких (као што је Магнетотеллурицс) је у великој мери помогао тачност таквог тумачења. Следећи одељак разматра ове елементе укратко. За расправу детаљнији, погледајте другу половину овог члана испод.
Евалуација извора користи методе геокемија квантификовати природу органских богатих стена које садрже прекурсоре на угљоводонике, тако да врста и квалитет протјерани угљоводоника може оценити
Резервоар је порозан и пропустљив литхологицал јединица или сет јединица који држи резерве угљоводоника. Анализа резервоара на најједноставнијем нивоу захтева процену њихове порозности (израчунати обим ин ситу угљоводоника) и њихову пропустљивост (израчунати колико лако угљоводоника ће тећи од њих). Неке од кључних дисциплина користе у резервоару анализи су области структурне анализе, стратиграфије, седиментологији и резервоара инжењеринг.
Печат или капа стена, је јединица са ниске пропустљивости који спречава цурење угљоводоника из резервоара стена. Уобичајени заптивке укључују евапорити, креду и шкриљаца. Анализа печата укључује процену њихове дебљине и обиму, тако њихова ефикасност се може мерити.
Замка је стратиграфска или структурални функција која обезбеђује јукстапозицију резервоара и печата који су угљоводоници и даље заробљен у њиховој површини, а не бежећи (због своје природне потиска) и да се изгуби
Анализа сазревања укључује процену термалну историју изворног стене да би предвиђања о износу и времену угљоводоника генерације и протјеривања.
На крају, пажљиво студије миграције откривају информације о томе како угљоводоници крећу од извора до резервоара и помоћи квантификовање извор (или кухиња) угљоводоника у одређеној области.

## Главни субдисциплинес у нафтни геологије
Неколико великих субдисциплинес постоје у петрол геологији посебно проучи седам кључних елемената који су дискутовани горе.
Извор рок анализа
Што се тиче извора рок анализе, неколико чињеница треба да се успостави. Прво, питање да ли је у ствари било који извор рок у области мора одговорити. Разграничење и идентификација потенцијалних извора камења зависи студијама локалног стратиграфији, палеогеографија и седиментологији одредити вероватноћу органских богатих седимената имају депонован у прошлости.
Ако се сматра да је вероватноћа да је постојао извор рок да буде висок, следећи ствар за адресу је стање термичке зрелости извора, а време сазревања. Сазревање изворних стена (видети дијагенезе и фосилних горива) умногоме зависи температуре, тако да већина генерације уља јавља у 60° до 120 °C опсег. генерација гас почиње у сличним температурама, али може да се настави до после овог опсега, можда као висок као 200 °C. Да би се одредила вероватноћа генерације уља / гас, дакле, термичка историја изворног стене мора се израчунати. Ово се ради са комбинацијом геохемијске анализе изворног стене (одредити врсту керогенс присутних и њихове карактеристике сазревања) и методама басен моделовања, као што бацк-цепања, моделирања термичким градијентом у седиментне колони.
Анaлизa слива
Пуна анализа скала басен се обично спроводи пре дефинисања води и изгледе за будуће бушење. Ова студија бави се нафте система и проучава извор рок (присуство и квалитет); Сахрана историја; сазревања (тајминг и запремина); миграција и фокус; и потенцијалне регионалне заптивке и главне јединице резервоара (који дефинише носач лежаја). Сви ови елементи се користе за истраживање где потенцијални угљоводоници могу мигрирају ка. Замке и потенцијални води и изгледи су потом дефинисани у подручју које је вероватно да су примили угљоводоника.
Исtрaживaњe фаза
Иако је анализа басен је обично део првој студији компанија врши пре пресељења у области за будућу истраживања, такође је понекад спроводи у фази истраживања. Екплоратион геологија обухвата све активности и студије потребне за проналажење новог угљоводоничну појаву. Обично сеизмички (или 3Д сеизмичког) студије су пуцали, а стари истраживање података (сеизмички линије, и резање, извештаји) се користе за проширење на нове студије. Понекад гравитација и магнетне студије се одвијају, и нафте цури и изливање се мапирају да пронађу потенцијалне области за угљоводоника појавама. Чим угљоводонична значајна појава налази помоћу екплоратион- или Вилдцат-бунарчића оцењивања фаза започиње.
прoцeнa фаза
Процене фаза се користи да опише обим открића. Угљоводонични ресервоир својства, повезивања, типа угљоводоника и гаса-уље и уље-вода контакти одлучни израчунати потенцијални надокнадиве запремине. То се обично ради бушењем бунара више процене око почетне истражне бушотине. тестови за производњу може да пружи увид у резервоару притиска и повезивања. Геоцхемицал анд Петропхисицал анализа даје информације о типу (вискозности, хемије, АПИ, садржаја угљеника, итд) од угљоводоника и природе резервоара (порозности, пропустљивост, итд).
прoизвoдњa фаза
Након угљоводоника појава је откривена и оцењивање је наговестила да је комерцијална сматрају фаза производња покренут. Ова фаза се фокусира на вађење угљоводоника у контролисани начин (без оштећења формацију, у комерцијалне повољних тома, итд). Производне бушотине се буше и завршио у стратешким позицијама. 3Д сеизмички обично доступна овој фази да циљају бушотине управо за бржи опоравак. Сометимес енханцед рецовери (убризгавање паре, пумпе, итд) се користи за добијање више угљоводонике или за преуређење напуштених поља.
резервоар анализа
Постојање резервоара стена (обично пешчара и фрактуру кречњаци) одређује кроз комбинацију регионалних студија (тј анализа осталих бунара у области), стратиграфији и седиментологији (квантификовати образац и степен таложења) и сеизмичке тумачења. Једном могући угљоводоник резервоар идентификован, кључне физичке карактеристике резервоара који су од интереса за угљоводонични екплоратионист су његова булк роцк волуме, нето-то-бруто ратио порозност и пропусност.
Булк волуме роцк или бруто запремина стена стене изнад сваког контакта угљоводоника водом, се одредити мапирањем и корелацију седиментне пакете. Нето-то-бруто однос, типично процењена из аналога и жичане трупаца, се користи за израчунавање пропорције седиментних пакета који садржи резервоара стене. Запремином камен помножено однос нето-то-бруто даје нето обим рок резервоара. Нето запремина камен помножен порозност даје укупну запремину угљоводоника пора тј запремине унутар седиментне пакетом који течности (важније, угљоводоници и вода) могу заузети. Сума од ових томова (види СТОИИП и ГИИП) за дату истражном перспективи ће омогућити истраживачи и комерцијални аналитичари да се утврди да ли је перспектива је финансијски одржив.
Традиционално, порозности и пропустљивости су одређивани кроз проучавање узорака бушење, анализа језгара добијених из веллборе, испитивање суседних делова резервоара која Изданак на површини (види нпр Гуерриеро ет ал., 2009, 2011, у референцама испод) и техником процјене формирања користећи жичане инструменте преноси сама добро. Модерни напредак у сеизмичким прикупљање и обраду података значило да сеизмички атрибути подземних стена су лако доступни и могу се користити за закључим физичко / седиментне својства самих стена.

## Бушење и вађење нафте
бушење
Уље добро је створио бушење дугу рупу у земљи с нафтне платформе. Челична цев се ставља (поклопац) у рупу дајући структурни интегритет бушотине бушења недавно. Онда рупе су се у подножју бунара како би се омогућило уље из саобраћаја до рупе. Коначно, сет вентила познатих као "јелке" на врху су постављене, вентил који регулише контролу притиска и протока. Као технике екстракције може да варира у зависности од дубине и локације бунара, а можда ћете морати да користите технику потапања.
вађење нафте
Почетни Екстракција
У почетној фази опоравка, стимулише резервоар јавља као последица бројних природних механизама. Они укључују: развој воде наравно уместо нафте у бунар, као и распоређивање резервоара природног гаса врху, и распоређивање гаса која је првобитно растворен у сировој нафти, а пражњење гравитације произилази из кретања уља унутар резервоара из горњих делова према доњим деловима где налазе бунара. Фактор екстракција у почетној фази екстракције обично 5-15%. [2]
Иако ће притисак испод површине тла у резервоару уља бити довољно да се гура уље на површину, требало би да буде комплекс инсталације вентила моду (Цхристмас Трее), на ушћу добро повезане мреже цевовода за складиштење и прераду. Пумпе се понекад користе, као што су вертикалне пумпе и електричних потапајућих пумпи (ЕСП), да би уље на површину, они су познати индустријски пумпе за подизање механизама.
цekундaрнa Издвајање
Током трајања бунара, притисак се смањује, а када достигну одређену фазу, она постаје земља није довољно притиска да се гура уље на површину. Након пада у природном резервоара притиска наноси на секундарним методама екстракције. Ове методе се ослањају на екстерно напајање до резервоара у облику инјекције течности за повећање резервоар притиска, чиме се замењује плаћање природни резервоар за плаћање, индустријски, или повећа овај природни плаћање. Секундарни технике опоравка повећавају притисак резервоар кроз инјекције воде и природним гасом поновно инјекција гасовитог и дизање која се убризгава у ваздух, или угљен диоксид или други других гасова на дно активан и, што смањује укупну густину течности у бушотину. Опоравак фактор обично процесима проток воде око 30%, у зависности од карактеристика нафте и акумулације стенама. У просеку, у распону фактор опоравка након екстракције основних и средњих школа између 35 и 45% нафтних операција.